# Responsabilité élargie du producteur pour les produits et matériaux de construction du bâtiment
La Responsabilité élargie du producteur (REP) pour les produits et matériaux de construction du bâtiment (PMCB) est, en France, une initiative de type REP (responsabilité élargie du producteur), visant, à partir de 2022, à promouvoir et développer la gestion durable d'une partie des déchets du BTP (déchets de construction et éléments issus de la déconstruction). Ces déchets, tant en volume qu'en tonnage, sont une part importante des déchets totaux. Ces matériaux contribuent lourdement à la consommation mondiale d'énergie, à la surexploitation des ressources minérales et en bois, et aux émissions de gaz à effet de serre).
Tout produit et matériau destinés à la construction, la rénovation ou l'aménagement des bâtiments et de leurs « terrains d'assiette » sont concernés (béton, bois, métal, plastique, terres cuites et céramique, et bien d'autres).
Depuis fin 2022, en France, toute personne (physiques ou morale) mettant sur le marché national des produits ou matériaux de construction destinés à la filière du bâtiment doit « contribuer ou pourvoir à la reprise, sans frais, des déchets qui en sont issus lorsqu'ils sont collectés séparément, et au traitement de ces déchets ». Des éco-organismes (agréés) sont chargés d'organiser la collecte séparative et le traitement ou réemploi des déchets PMCB. Mais en mars 2025, la ministre de la Transition écologique, Agnès Pannier-Runacher, a lancé un moratoire sur certaines mesures, et une refonte de la REP qui a posé des problèmes de mise en oeuvre.

## Principes
Des centres de collecte (qui incluent les déchetteries ayant conventionné avec les éco-organismes agréés pour accueillir les déchets de construction) seront mis en place pour récupérer, gratuitement (à condition que les déchets soient correctement triés) les flux de matériaux et objets apportés par les artisans et entreprises tels que portes, fenêtres, lavabos, briques, etc.
Ces centres seront gérés par des éco-organismes agréés ou sous leur égide et ils assurent la traçabilité des déchets (pour notamment éviter les dépôts sauvages). Tout producteur ou metteur sur le marché de matériaux de construction doit adhérer à un éco-organisme et payer une éco-contribution (qui financera la gestion des déchets et encourage le recyclage et le réemploi). De leur côté, sous peine d'amendes, les entreprises de construction doivent trier leurs déchets sur les chantiers, et les déposer dans les centres de collecte dédiés.
Tous les matériaux et objets liés à la construction sont concernés (piscine y compris), à l'exclusion des terres excavées et certains déchets que sont : les monuments funéraires destinés à l'abandon (caveaux, monuments, columbariums et tombeaux), gazons synthétiques à usage ménager (relevant de la REP articles de bricolage et de jardin) ; papiers-peints (relevant de la REP papier graphique), le mobilier urbain fixé ou scellé, et « tout produit relevant d'une autre filière REP, notamment les filières des produits chimiques dangereux, des éléments d'ameublement, des équipements électriques et électroniques, des jouets, des articles de bricolage et de jardin et des articles de sport et de loisirs ». 
Ainsi, les grands centres urbains, les zones économiques et industrielles peuvent au fur et à mesure des démolitions et constructions être utilisés comme « Mines urbaines de matériaux » encore susceptibles de réemploi ou de recyclage.

## Historique et évolutions
La notion de REP est issue de la politique européenne de développement durable qui a souhaité responsabiliser les producteurs dans la gestion des déchets (actuels et futurs) issus de leurs produits. 
Le principe général de la REP trouve lui-même ses racines dans l'institutionalisation du concept « pollueur-payeur » qui a émergé dans les années 1970 et s'est affirmé vers la fin du XXe siècle, dans le droit de l'eau notamment. Il s'est progressivement appliqué à la gestion des quantités exponentiellement croissante de déchets d'emballages et de suremballages, pour lesquels les États ont décidé de responsabiliser directement les producteurs. Parallèlement, des années 1990 aux années 2020, les législations nationales, et les directives européennes (notamment la Directive cadre sur les déchets - 2008/98/CE) ont évolué et progressivement intégré, et soutenu, le concept d'économie circulaire et d'économie de la fonctionnalité, dont en étendant cette responsabilité à des secteurs plus complexes et à fort enjeux en termes de tonnage de déchets produits, et de potentiel de réusage, comme le secteur de la construction / déconstruction et plus largement du BTP. 
La France a ainsi traduit dans son droit national plusieurs directives européennes relatives aux déchets et au principe pollueur-payeur, notamment en 2020 avec la Loi anti-gaspillage pour une économie circulaire (AGEC) qui instaure une REP PMCB.
Parallèlement, en 2019, une concertation a été lancée auprès des acteurs de la construction pour préparer la RE 2020, alimentée 16 groupes d'expertise thématiques, « eux-mêmes alimentés par les nombreuses contributions des acteurs du bâtiment, à la lumière des retours d'expérience de l'expérimentation E+C- récoltés depuis fin 2016 ».
En 2020, la Loi Anti-Gaspillage pour une Économie Circulaire (AGEC) introduit en France le principe d'une nouvelle REP pour les produits et matériaux de construction.
En 2021–2022, le dispositif se met expérimentalement et progressivement en place, via la désignation d'éco-organismes chargés de coordonner la collecte, le tri et le traitement pour réusage, le cas échéant, de ces déchets particuliers.
En 2025, il devait se renforcer pour adoptant des objectifs plus ambitieux (en termes de réemploi notamment, mais aussi de recyclage), tout en améliorant la traçabilité, ainsi que la transparence et le suivi financier des contributions des producteurs, mais en mars 2025, la ministre de la Transition écologique, Agnès Pannier-Runacher, a lancé un moratoire sur certaines mesures, et une refonte de cette REP (de même que la REP Textiles), en concertation avec les parties prenantes. Il s'agit de corriger les dysfonctionnements de mise en place (complexité d'une mise en œuvre, souvent jugée inadaptée aux réalités de terrain, et un service jugé insatisfaisant par les artisans et résultats très loin des objectifs (selon la députée Émilie Bonnivard: « le bilan fait apparaître qu'en 2024 la performance de collecte des déchets de catégorie 1 (gravât, tuile, béton) était identique à la situation qui prévalait avant la mise en place de la REP. S'agissant des déchets de catégorie 2 (bois, métal, plâtre, menuiserie), seuls 7 % ont pu être repris. À ce jour, les points de collecte et leurs accès ne concernent que 20 % des déchets, pour les 80 % restants, la collecte directe sur chantier ou en entreprise demeure au stade embryonnaire. Les éco-organismes, structures privées chargées de percevoir les éco-contributions, ne permettent pas aux artisans et entrepreneurs du bâtiment de porter les hausses de tarif dans les devis établis à l'avance, faute de communication de ces hausses en amont. La Fédération française du bâtiment plaide pour la mise en place d'un conseil de surveillance de la REP bâtiment afin de faire entendre la voix des professionnels, ainsi qu'une totale transparence sur les montants des éco-contributions perçues par éco-organismes, par famille de déchets et sur le montant alloué à la collecte opérationnelle »). Le 10 juin 2025, la publication d'un nouveau cahier des charges a été annoncé pour fin 2025 par le Gouvernement, avec des procédures simplifiées pour les professionnels (artisans notamment), une amélioration du maillage territorial des points de collecte accessibles (un point tous les 10 à 20 km) et un encouragement plus important du réemploi (passer de 2 % de matériaux réemployés en 2024 à 4 % en 2027) ; ce travail doit clarifier les responsabilités des metteurs sur le marché, mieux financer la collecte et le réemploi, avec une meilleure traçabilité des matériaux (pour notamment réduire les dépôts sauvages), et encourager l'éco-conception afin notamment de rendre le démontage et la déconstruction plus aisés.

## Contexte et Enjeux

### Contexte environnemental et sectoriel
Le secteur du BTP/construction/rénovation/déconstruction est en France le premier producteur de déchets en tonnage et en volume : 240 millions de t/an vers 2020, dont environ 42 Mt/an pour la construction (équivalent du poids total de déchets produits par les ménages français) ; béton, brique, tuiles, bois, acier, zinc, cuivre et autres métaux, verre, isolants, etc.). Il est aussi le premier émetteur de CO₂ de par sa consommation de béton et d'acier très énergivores. Il contribue ainsi à l'épuisement des ressources naturelles, et à la pollution des sols, de l'eau, de l'air (si ces déchets sont mal gérés).
Ces déchets se « composent à 75 % de déchets inertes (environ 35 millions de tonnes), 23 % de déchets non dangereux non inertes (environ 10 Mt) et 2 % de déchets dangereux (amiante notamment). Le taux de valorisation des déchets du bâtiment est estimé à près de 70 % mais ne reflète pas l'hétérogénéité de la situation pour les différents flux. En particulier, les déchets inertes sont en majorité envoyés en remblaiement de carrière, leur recyclage matière ne représente que 30 %, et les déchets non dangereux du bâtiment ne sont valorisés qu'à hauteur de 25 %. Plus globalement pour le secteur du bâtiment, ce sont plusieurs millions de tonnes de déchets qui continuent à aller en décharge. ».
Parmi les enjeux de cette REP figurent : le virage vers une économie circulaire plus vertueuse, qui répond à un impératif de soutenabilité, tant environnementale et qu'économique à moyen et long terme, où le réusage et la valorisation en fin de vie des matériaux peuvent considérablement de réduire l'empreinte écologique du BTP. Il s'agit aussi de « réduire les dépôts sauvages en améliorant la collecte par la reprise sans frais des déchets, la densification du maillage des points de collecte, et l'amélioration de la traçabilité » ; et de « prévenir la saturation des décharges par le développement du recyclage matière ainsi que du réemploi et de la réutilisation ».
L'Ademe a publié un rapport sur la problématique des déchets sauvages en février 2019, puis, en 2020, une étude de préfiguration de la filière REP PMCB.

### Enjeux socio-économiques
Un premier enjeu est l'internalisation des coûts, consistant à faire payer aux producteurs le traitement des déchets dès la conception et mise sur le marché du produit, Son coût de fin de vie est pris en compte. Le développement des filières de tri, de recyclage et de réemploi peut stimuler de nouvelles activités économiques locales et créer de l'emploi.

### Innovation et éco-conception
La REP incite les industriels à repenser, en amont, leurs produits et leur mise en œuvre, pour les rendre plus faciles à démonter, trier, réutiliser, tracer ou recycler (ou en dernier ressort à les valoriser énergétiquement lorsque c'est possible).

### Transition vers le réemploi
Plus que le recyclage, souvent, le réemploi direct de produits de construction (meubles de seconde main, éléments structurels réutilisés) permet, si le procédé de déconstruction a préservé la qualité des objets et matériaux, de très fortement diminuer la demande en matières premières vierges et donc de diminuer la surexploitation des ressources.

## Réemploi dans la Filière PMCB
Le réemploi se distingue du recyclage, en ce qu'il consiste à utiliser à nouveau, sans transformation majeure, des produits ou composants issus de la démolition ou de la rénovation. Dans le secteur du bâtiment, cela peut concerner, par exemple, des éléments en acier, des menuiseries, ou encore certains revêtements. Selon l'ADEME : la construction neuve ou la réhabilitation n'utilisent en moyenne qu'environ 1 % de réemploi. La REP PMCB vise 2 % en 2024 et 4 % en 
2027.
Une note du CSTB liste 29 familles de produits a priori les plus à même de trouver un réemploi à grande échelle (car les plus plébiscités lors d'une consultation des plateformes de réemploi existantes, des AMO33 réemploi, de représentants des concepteurs/prescripteurs, d'entreprises, de contrôleurs techniques, de maîtres d’ouvrages engagés, et d'assureurs, notamment) :
- Parquets cloués ou posés flottant (sans collage) ;
- Portes intérieures avec huisseries ;
- Appareils sanitaires (WC, urinoirs, lavabos, éviers, etc.) ;
- Plafonds suspendus ;
- Moquette et autres revêtements souples (non collés) ;
- Dalles de faux plancher technique ;
- Carreaux et dalles minérales (granito, céramiques, pierres naturelles et assimilés) ;
- Dallages, bordures, pavés, terre d’excavation et autres matériaux d’aménagements extérieurs ;
- Appareils d’éclairage (luminaires...) ;
- Cloisons modulaires (vitrées, semi-vitrées, pleines).

### Les leviers du réemploi et la REP PMCB
La filière doit être en mesure de garantir la fiabilité et une bonne disponibilité et mise à disposition (vente) des objets et matériaux réemployables (ce qui implique un maillage territorial assez dense et cohérent [un point de collecte en moyenne à 10 km, ou jusqu'à 20 km dans les zones d’emploi où la densité d’habitants et/ou d’entreprises du bâtiment est faible] avec des capacités plus importantes que celui des seules déchetteries). Pour cela un décret prévoit de faire appel à 4 réseaux combinés pour mailler le territoire : 
- Déchetterie (volontaire ou démarchées par les éco-organismes) ;
- Entreprises de négoce de matériaux ; toute enseigne disposant de plus de 4 000 m² de surface de vente (espaces de stockage inclus) doit créer une zone de reprise gratuite des produits/matériaux de construction triés ;
- in situ sur les chantiers de démolition ;
- Bennes à demeure ( "centre de massification volontaire" chez l'artisan/entreprise).

« Au moins la moitié des installations incluses dans le maillage à l'échelle régionale reprend également les déchets dangereux »
La REP peut contribuer à faire évoluer les normes et certifications, via de nouveaux référentiels qualité et des labels, la constitution d'un réseau national géographiquement cohérent de stockage intermédiaire des matériaux, tout en développant une chaîne fiable et transparente de traçabilité (s'appuyant sur le BIM dans certains cas, et sinon sur des systèmes de suivi des matériaux de leur production initiale (amont) jusqu'à leur seconde vie (aval) ou à leur fin de vie.
Les collaborations interprofessionnelles sont un autre levier important. Les métiers concernés sont principalement les producteurs, démolisseurs, bureaux d'études et associations spécialisées dans la valorisation des déchets de chantier. La sensibilisation et la formation sur la faisabilité technique et les avantages économiques et environnementaux du réemploi sont un autre levier.
Les collectivités sont des acteurs-clé pour l'adoption de la réutilisation. Elles peuvent massifier le réusage en mobilisant de nombreux services (dont notamment Urbanisme, Patrimoine, Déchets, Commande publique...).
Des fonds de soutien au réemploi et à la réutilisation sont créés, « destinés aux structures œuvrant sur ces sujets », comme les recycleries, les ressourceries et autres structures de l'économie solidaire. Certaines entreprises peuvent en bénéficier sous conditions.

## Éco-organismes
En 2025, quatre éco-organismes sont agréés pour la filière REP PMCB :
- Valobat : Seul éco-organisme agréé pour toutes les catégories de déchets PMCB ;
- Ecominero : Agréé pour la catégorie 1 (produits dits "minéraux" : béton, enrobé, pierres, terre cuite, etc.) ;
- Ecomaison (anciennement Eco-mobilier) : Agréé pour la catégorie 2 (produits non minéraux) ;
- Valdelia : Également agréé pour la catégorie 2.

L'OCA (constitué de représentants des 4 éco-organismes) a été créé pour harmoniser les pratiques des éco-organismes et « être une porte d'entrée unique d'information pour les entreprises et les collectivités ».

## Législation afférente

### Droit Européen
Il encourage en première priorité la prévention des déchets, notamment avec la Directive cadre sur les déchets 2008/98/CE définit le cadre général de la gestion des déchets en Europe, en privilégiant une hiérarchie du traitement de type prévention, réutilisation, recyclage, valorisation énergétique, élimination. Elle sous-tend les principes de REP en incitant les États membres à faire participer les producteurs aux coûts de gestion des déchets.
les Initiatives liées au Pacte Vert pour l'Europe et au Plan d'Action pour l'Économie Circulaire visent à verdir les modèles économiques et promouvoir des approches durables dans tous les secteurs (BTP y compris). Elles promeuvent des matériaux plus recyclables et la création d'un large marché du réemploi.

### Cadre Français
La Loi Anti-Gaspillage pour une Économie Circulaire (AGEC, 2020) oblige les producteurs, importateurs et distributeurs à contribuer financièrement à la gestion en fin de vie de leurs produits, précise les rôles des éco-organismes qui coordonnent collectent, trient et traites ces déchets PMCB, en mettant en avant le recours au réemploi comme priorité. 
Le décret no 2021-1941 du 31 décembre 2021 introduit la définition des PMCB et des producteurs concernés par l'obligation de REP aux articles R. 543-289 et R. 543-290 du Code l'environnement
Le producteur est défini comme « toute personne physique ou morale qui, à titre professionnel : 
– soit fabrique ou fait fabriquer des produits ou matériaux de construction du secteur du bâtiment qu'elle met à disposition sur le marché national sous son propre nom ou sa propre marque en vue d'être utilisés par toute personne qui réalise ou fait réaliser par un tiers des travaux de construction ou de rénovation sur le territoire national ; 
– soit importe ou introduit pour la première fois sur le marché national des produits ou matériaux de construction du secteur du bâtiment destinés à être utilisés sur le territoire national. 
Dans le cas où des produits ou matériaux de construction du secteur du bâtiment sont mis à disposition sur le 
marché sous la marque d'un revendeur, le revendeur est considéré comme producteur ». 
Des décrets d'application ont suivi, précisant les modalités de mise en œuvre (modalités de collecte, critères d'éco-conception, obligations de reporting), et la réglementation sur les déchets de chantier et les sites miniers que le gouvernement veut relancer doivent encourager une démarche globale de réduction et de valorisation.
Un « diagnostic PEMD » (Produits Equipements Matériaux et Déchets)
Depuis le 1er janvier 2022, un diagnostic PEMD (Produits Equipements Matériaux et Déchets) est obligatoire pour toute opérations de démolition couvrant plus de 1000 m² et toute rénovation significative des bâtiments. Il se compose de deux éléments :
1. un diagnostic déchets (quantification et qualification des déchets)
2. un inventaire ressources (inventorisation des matériaux et équipements ayant un potentiel de réemploi, préconisations de dépose et de conditionnement).

## Impacts et perspectives
Le cadre législatif français se veut évolutif et capable d'intégrer les expérimentations, les progrès techniques et les retours d'expérience des acteurs du secteur. Un défi pour les années 2020 est de créer des filières de réemploi structurées et économiquement viables en France où les architectes ont encore rarement le réflexe du réusage.